# 澜沧火棘
澜沧火棘（学名：Pyracantha inermis）是蔷薇科火棘属的植物，是中国的特有植物。分布于老挝以及中国大陆的云南等地，生长于海拔800米的地区，多生长在澜沧江两岸沙地，目前尚未由人工引种栽培。